# Hà Huy Tập, thành phố Hà Tĩnh
Hà Huy Tập là một phường thuộc thành phố Hà Tĩnh, tỉnh Hà Tĩnh, Việt Nam.

## Địa lý
Phường Hà Huy Tập có vị trí địa lý:
- Phía đông giáp phường Nam Hà
- Phía tây giáp phường Trần Phú và xã Tân Lâm Hương
- Phía nam giáp phường Đại Nài
- Phía bắc giáp phường Trần Phú.

Phường Hà Huy Tập có diện tích 2,05 km², dân số năm 2023 là 7.218 người, mật độ dân số đạt 3.520 người/km².

## Hành chính
Phường Hà Huy Tập được chia thành 7 tổ dân phố: 1, 2, 3, 4, 5, 6, 7.

## Lịch sử
Ngày 16 tháng 9 năm 1989, Hội đồng Bộ trưởng ban hành Quyết định số 127-HĐBT về việc sáp nhập toàn bộ 212,72 ha diện tích tự nhiên và quy mô dân số là 2.145 người của xã Đại Nài thuộc huyện Thạch Hà vào thị xã Hà Tĩnh quản lý.
Ngày 2 tháng 1 năm 2004, Chính phủ ban hành Nghị định số 09/2004/NĐ-CP về việc thành lập phường Hà Huy Tập thuộc thị xã Hà Tĩnh trên cơ sở toàn bộ 200,67 ha diện tích tự nhiên và dân số là 4.020 nhân khẩu của xã Thạch Phú.
Ngày 28 tháng 5 năm 2007, Thủ tướng Chính phủ ban hành Nghị định số 89/2007/NĐ-CP về việc thành lập thành phố Hà Tĩnh thuộc tỉnh Hà Tĩnh. Phường Hà Huy Tập trực thuộc thành phố Hà Tĩnh.